# Chiesa di Gesù e Maria (Furnari)
La chiesa di Gesù e Maria è ubicata in via Chiusa a Furnari. Appartenente all'arcidiocesi di Messina-Lipari-Santa Lucia del Mela, vicariato di Montalbano Elicona sotto il patrocinio del Sacro Cuore, parrocchia di Santa Croce.

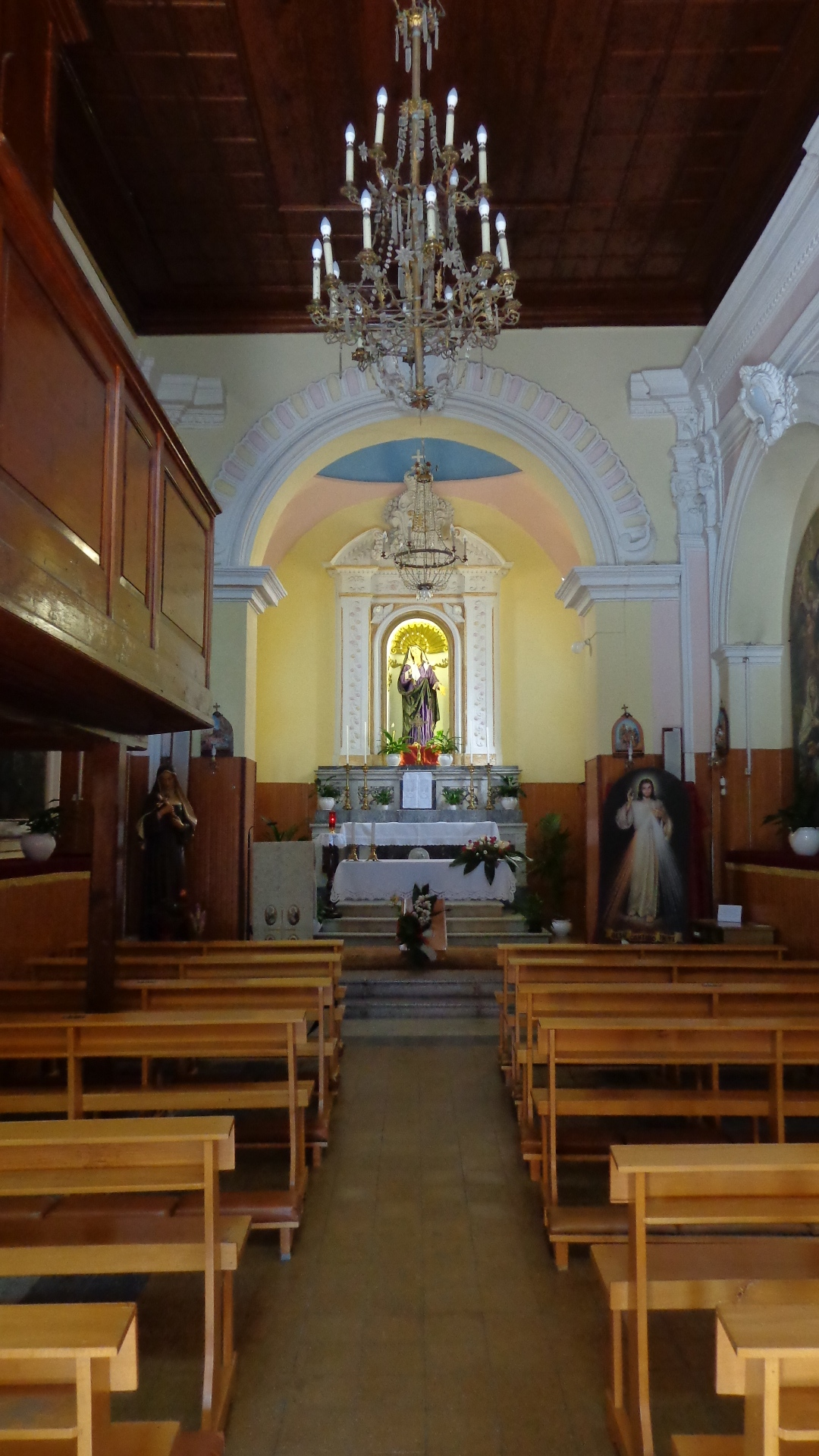
Navata

## Storia
L'edificio risale alla metà del XV secolo, con primitive strutture in stile arabo con annesso oratorio, costruzione edificata in onore della Vergine del Soccorso, raffigurata in una pala di Antonello da Saliba ora custodita nel duomo di Santa Croce. L'altare è sormontato da una grande cupola originariamente coperta da tegole.
Nell'Ottocento fu commissionata e posta nell'oratorio la statua in cartapesta della Madonna Addolorata.
L'edificio fu colpito da un fulmine nel 1900, pertanto la cupola coi lavori di restauro fu privata della copertura, mentre l'ultimo ordine del campanile ricostruito in forma di terrazzino.
Nel 1910 fu trasferita la tavola della Vergine del Soccorso nel magazzino della chiesa, in seguito nella chiesa madre, fu costruito un altare in marmo e la statua dell'Addolorata collocata in chiesa.

## Interno

### Altare maggiore
Il basamento dell'altare in marmi policromi con medaglione in rilievo nel paliotto, presenta nella sopraelevazione, una nicchia delimitata da lesene in stucco con decorazioni floreali. Il cornicione è sormontato da timpano ad arco spezzato con riccioli interni con stemma intermedio coronato. Il vano con teste di putto nei pennacchi e conchiglia del pellegrinaggio nella calotta, ospita la statua della Vergine Addolorata commissionata per l'adiacente oratorio. Nell'edicola è documentata la pala d'altare raffigurante la Madonna del Soccorso, opera realizzata da Antonello de Saliba, oggi custodita nella chiesa madre di Santa Croce.
Nella nicchia destra del presbiterio è custodita la statua dell'Immacolata.

### Navata destra
I quattro altari laterali conservano quattro tele risalenti alla seconda metà del Settecento.
- Prima campata. Dipinto raffigurante San Rocco tra i santi Pietro, Giovanni Nepomuceno, e un vescovo guarito dal colera, in alto la gloria della Santissima Trinità.
- Seconda campata. Dipinto raffigurante la Vergine Immacolata tra i genitori Gioacchino ed Anna.

### Navata sinistra
- Prima campata. Dipinto raffigurante la Regina martirum con Santa Lucia, Agata e Pasquale Baylón.
- Seconda campata. Dipinto raffigurante Santa Rita sostenuta da San Michele Arcangelo, tra Sant'Agostino, San Nicola da Tolentino e San Giovanni Battista, che secondo la pietà popolare introdussero Rita nel monastero agostiniano di Santa Maria Maddalena di Cascia a porte chiuse.

### Cripta
Fossa funeraria chiusa con pietra ospitante le sepolture dei membri del sodalizio.

## Oratorio di Gesù e Maria
L'oratorio presenta il pavimento originale in maiolica, le statue lignee raffiguranti Sant'Antonio Abate e Gesù Bambino Redentore, quest'immagine veniva chiamata dai furnaresi u santu Sabbaturi, opere entrambi provenienti dalla chiesa del Carmine, insieme alla statua in cartapesta di Santa Lucia.
- Urna in cristallo contenente il Cristo morto.
- Assunta, opera in cartapesta di Matteo Trovato del 1928 commissionata dalla confraternita.

## Confraternita di Gesù e Maria
Sodalizio istituito intorno al 1700 con sede presso l'oratorio. In onore dell'Addolorata venne costituita una confraternita che si riuniva nell'oratorio di Gesù e Maria, così chiamato per la presenza di un quadro del Settecento, raffigurante il Risorto con la Vergine Maria.

## Galleria d'immagini

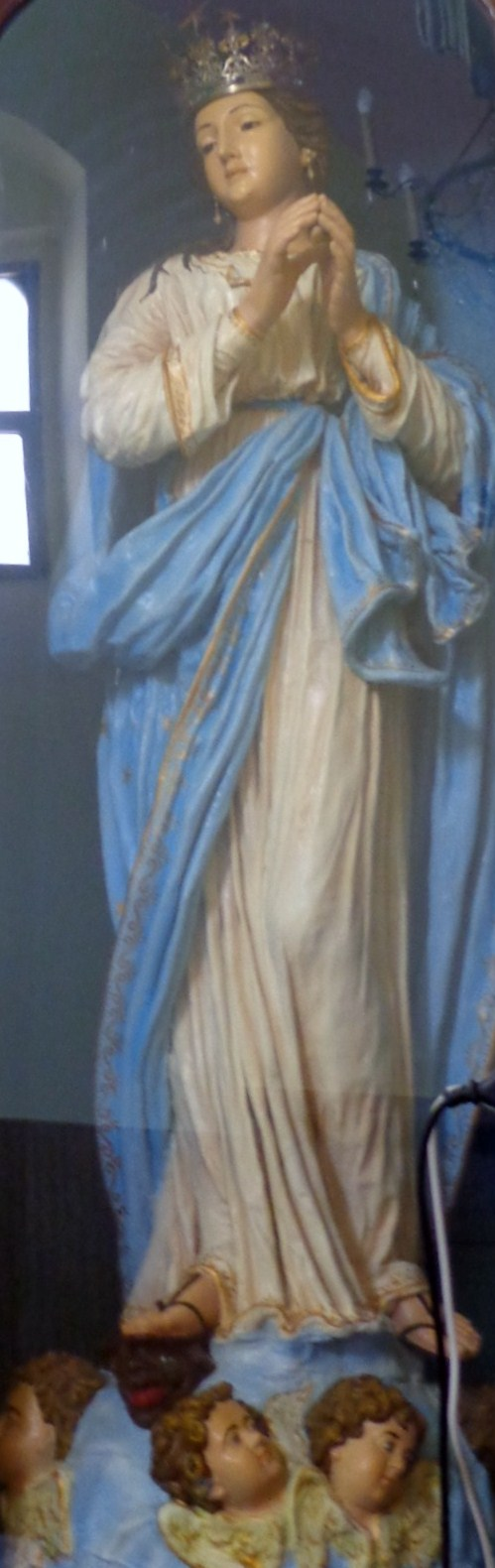
"Immacolata"
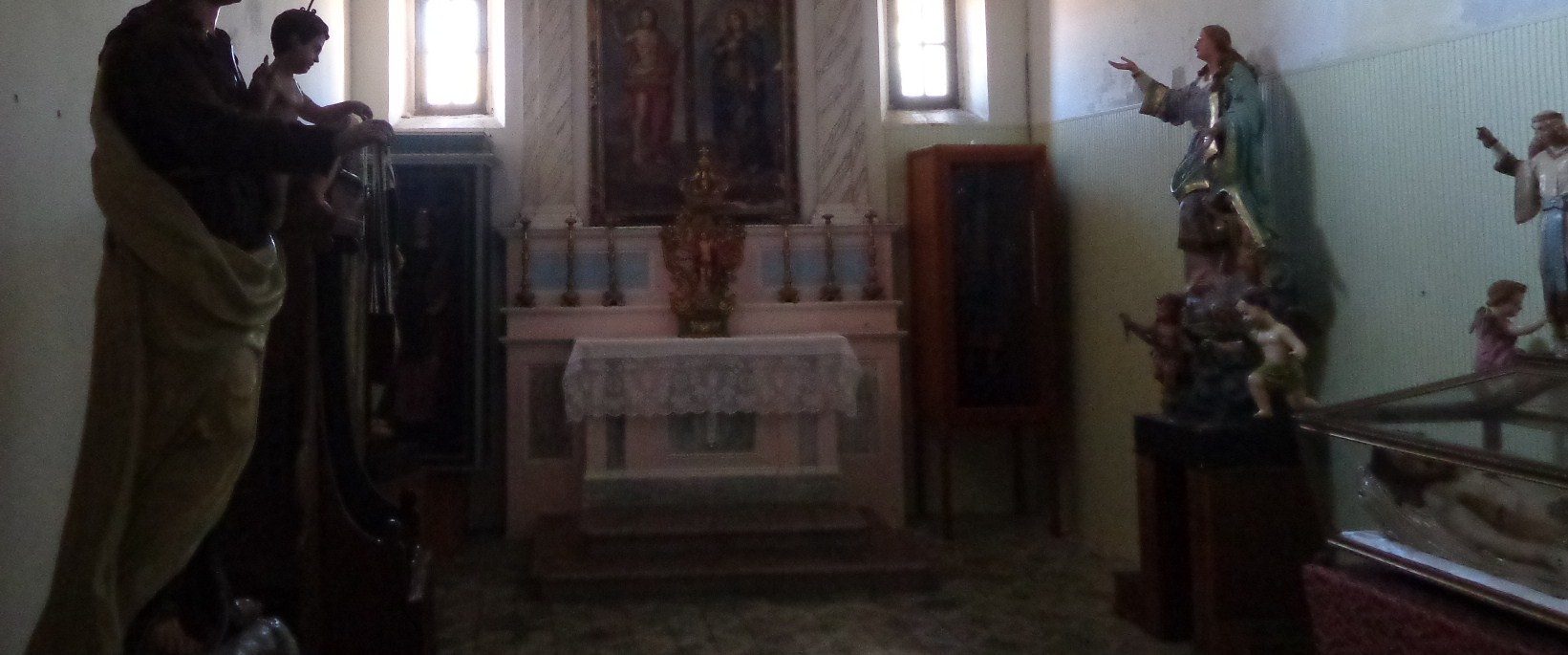
Oratorio
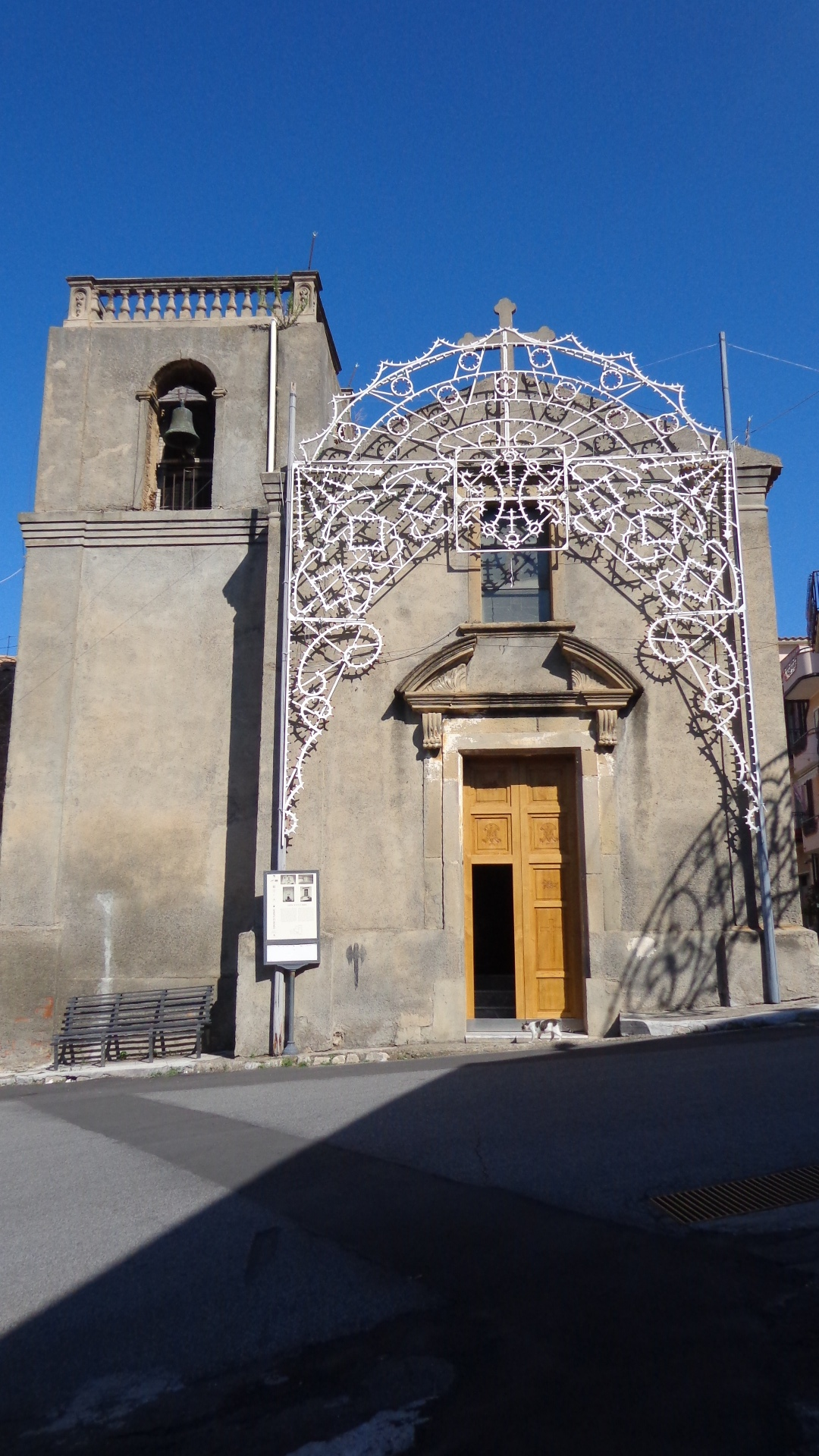
Prospetto
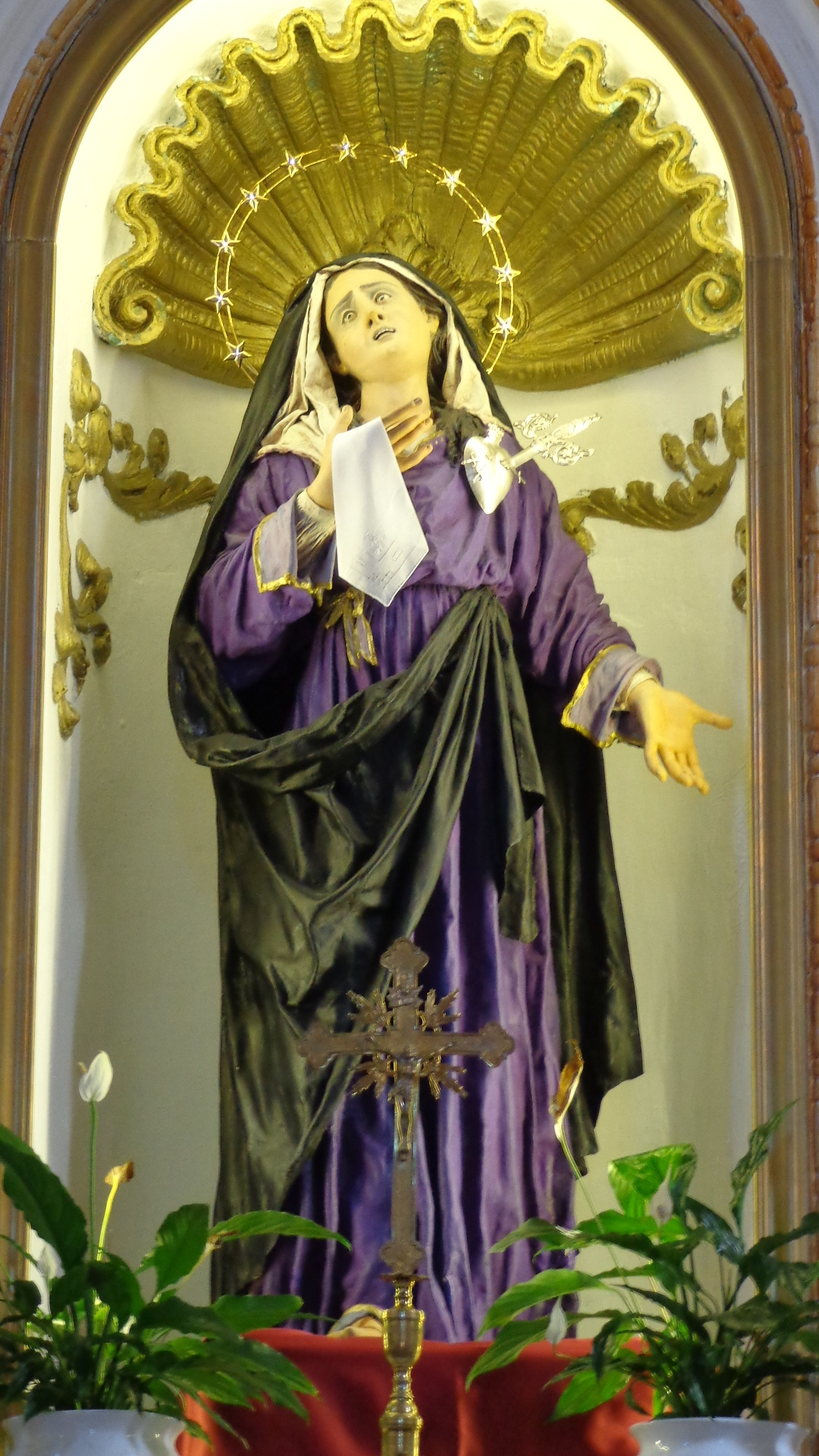
Addolorata
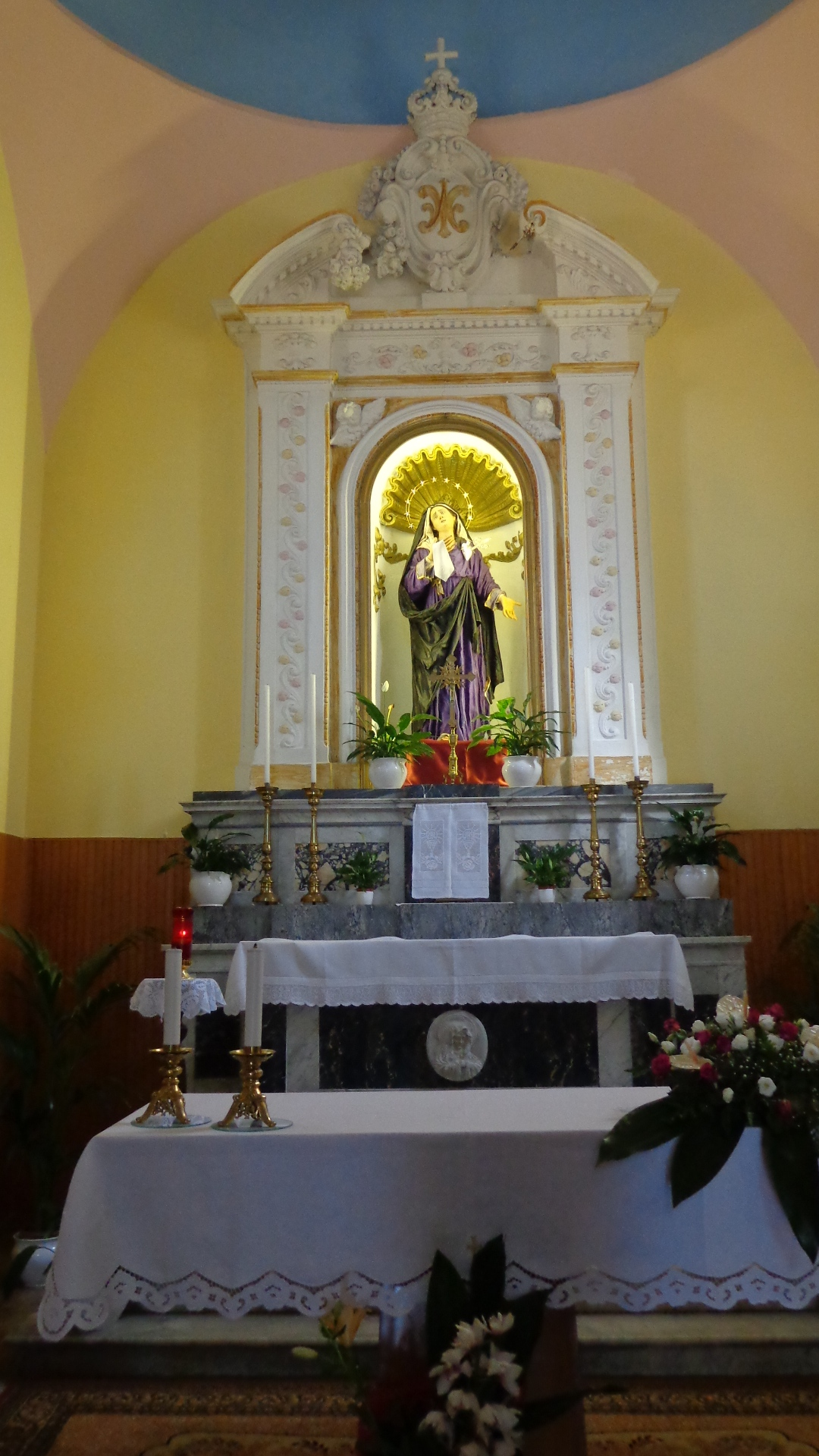
Altare maggiore
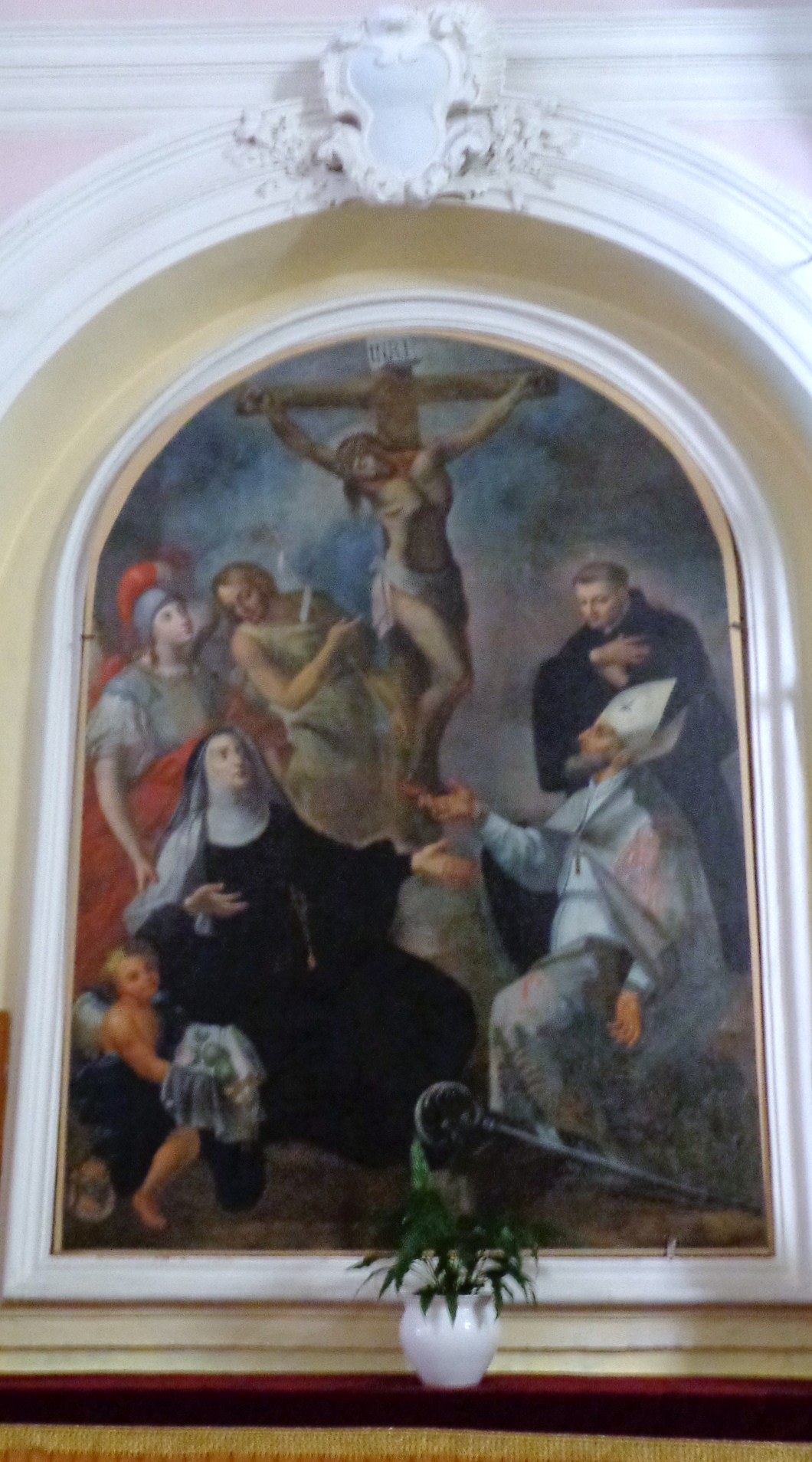
Dipinto con Santa Rita
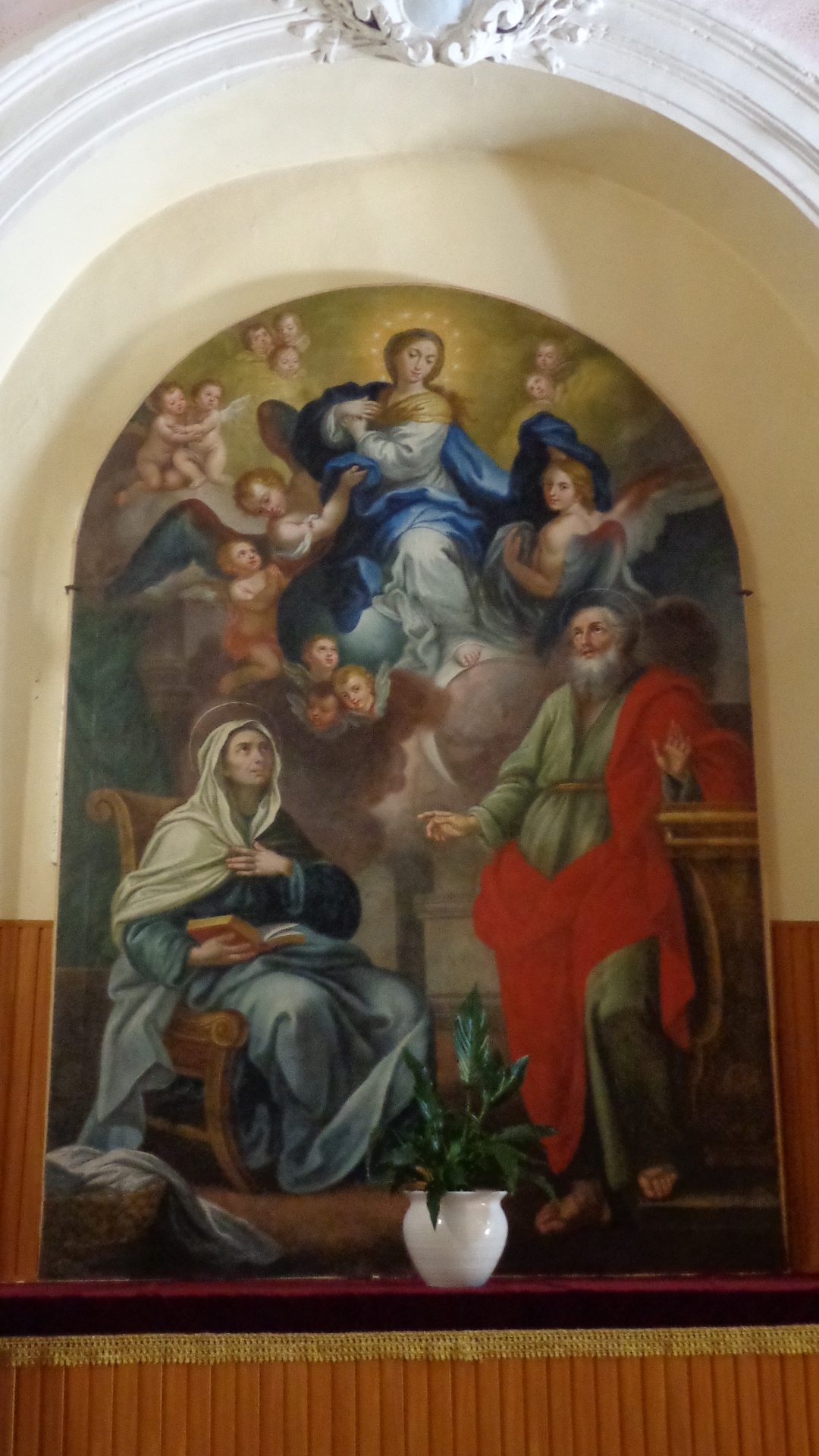
Dipinto della Vegine con Sant'Anna e San Gioacchino
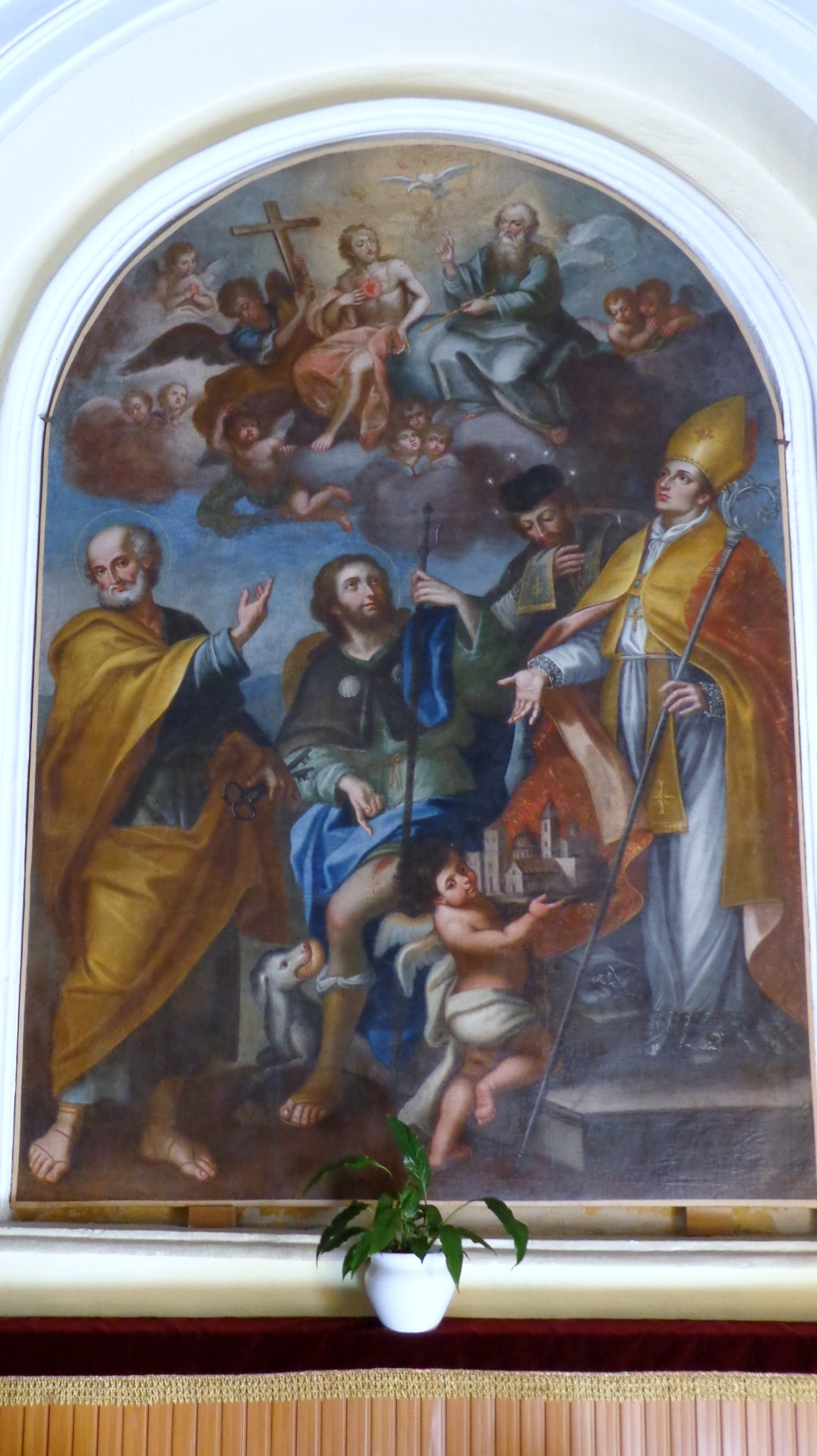
Dipinto con San Rocco
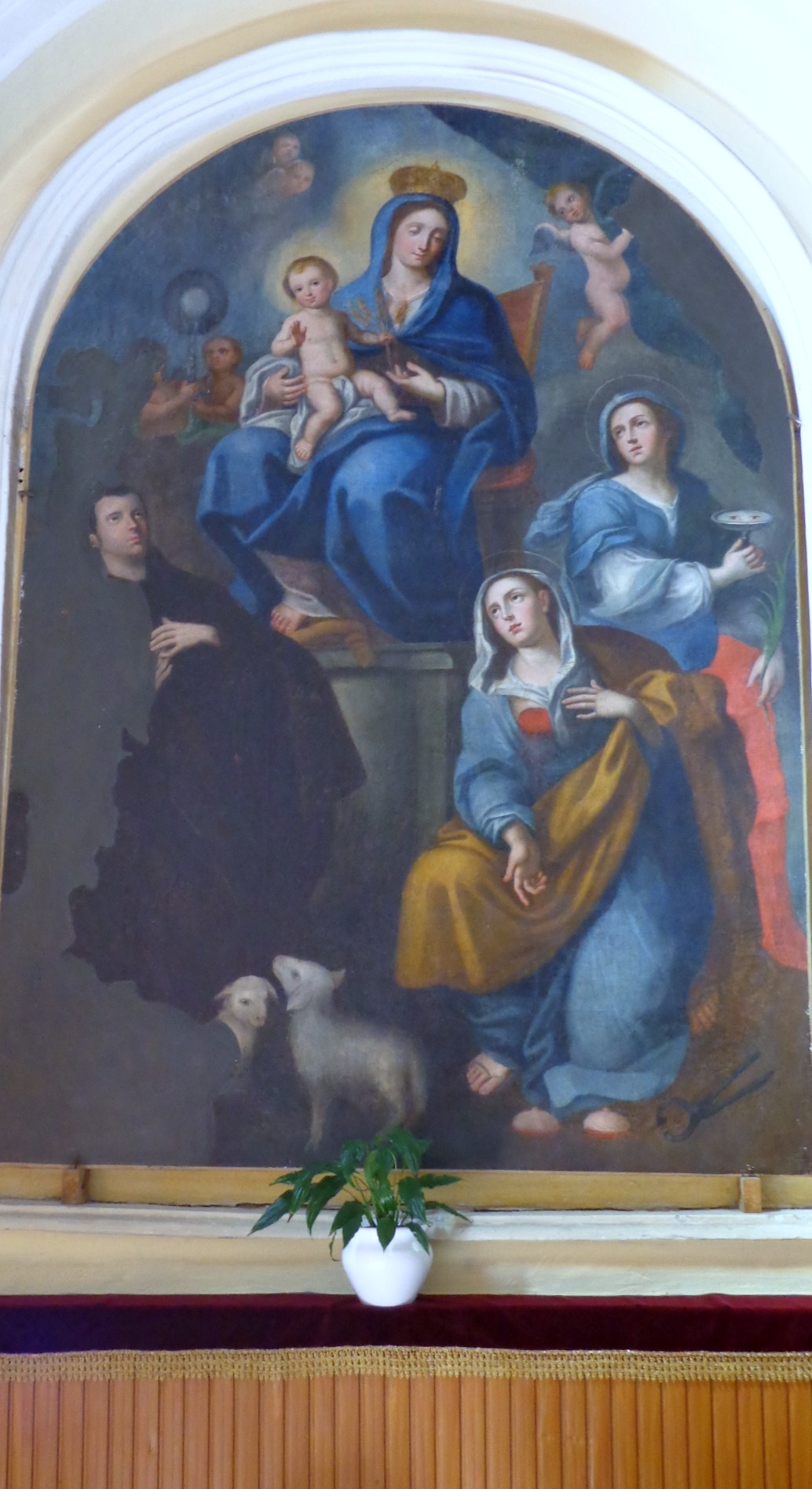
Dipinto Regina Martirum